# Lu Haodong
Lu Haodong of Lu Hao-tung (Chinees: 陆皓东) (Shanghai, 30 september 1868 - Nanhai, 7 november 1895) (jiaxiang: Guangdong, Zhongshan, Cuiheng) was een Chinees politiek activist die zich verzette tegen de Mantsjoe overheersing over China. Hij wordt gezien als de eerste martelaar voor de omverwerping van de Qing-dynastie en de oprichting van Republiek China.

## Biografie

Vlag van Guomindang

Vlag van Republiek China van 1928-heden

Hij werd geboren in Shanghai, maar groeide op in Cuiheng en volgde samen met Sun Zhongshan/Sun Yat-sen les aan de dorpsschool in de citang van de familie Lu. Met Sun Zhongshan en anderen richtte hij in 1895 in Hongkong de politieke vereniging Xingzhonghui (兴中会). In oktober dat jaar werd in Guangzhou een opstand georganiseerd tegen de Mantsjoes. De opstand mislukte en Lu Haodong werd opgepakt, omdat hij terug naar de kerk ging om documenten van de politieke vereniging te verbranden. Qing soldaten zagen hem en hij werd meegenomen. Niet lang daarna werd hij gedood door hen.
Sun Zhongshan gaf hem de titel "中国有史以来为民主革命而牺牲的第一人", wat "De eerste persoon die martelaar werd voor de eerste democratische revolutie in de Chinese geschiedenis" betekent.
Lu Haodong had bij het organiseren van de Guangzhou-opstand ook de vlag van de huidige Guomindang bedacht. Zijn vlag werd later tot partijvlag van de Guomindang gekozen. Later werd deze vlag ook beginsel voor het ontwerp van de vlag van Republiek China, die Republiek China (Taiwan) nu nog steeds gebruikt.